# Hydrops caesurus
Hydrops caesurus är en ormart som beskrevs av Scrocchi, Lucia-Ferreira, Giraudo, Ávila och Motte 2005. Hydrops caesurus ingår i släktet Hydrops och familjen snokar. IUCN kategoriserar arten globalt som livskraftig. Inga underarter finns listade i Catalogue of Life.
Arten förekommer i Brasilien, Paraguay och Argentina. Honor lägger ägg.